# Ostatni Grosz (województwo wielkopolskie)
Ostatni Grosz (niem. Letzte Groschen) – osada w Polsce położona w województwie wielkopolskim, w powiecie krotoszyńskim, w gminie Zduny.
Miejscowość wchodzi w skład sołectwa Baszków.
W okresie Wielkiego Księstwa Poznańskiego (1815-1848) miejscowość wzmiankowana jako karczma Ostatni Grosz należała do wsi mniejszych w ówczesnym pruskim powiecie Krotoszyn w rejencji poznańskiej. Karczma Ostatni Grosz należała do okręgu kobylińskiego tego powiatu i stanowiła część majątku Konarzewo, którego właścicielem była wówczas Tekla Morawska. Według spisu urzędowego z 1837 roku wieś liczyła 20 mieszkańców, którzy zamieszkiwali dwa dymy (domostwa).
W latach 1975–1998 miejscowość administracyjnie należała do województwa kaliskiego.
Na zachód od osady znajduje się staw Węgielnik.